# Kristian Hansen
Kristian Aage Hansen (Everdrupc, Næstved, Regió de Sjælland, 28 de gener de 1895 – Hammer, Næstved, 13 de juny de 1955) va ser un gimnasta artístic danès que va competir a començaments del segle xx.
El 1920 va prendre part en els Jocs Olímpics d'Anvers, on va guanyar la medalla de plata en el concurs per equips, sistema suec del programa de gimnàstica.